# 掼蛋
掼蛋是一项流行于江苏及周边地区的扑克牌游戏。游戏用两副108张牌（连鬼牌），由4位玩家进行，相对的两人为一方。基本的规则是，以更大的牌型压制对方，以第一位出完牌的玩家为上游，并且升级，以先打过A级的一方为胜。

## 历史
掼蛋又称“淮安跑得快”，产生于1960年代的江苏省淮安县南闸公社（今淮安市淮安区漕运镇），其主要创始人为孙兆成（2024年4月2日被江苏省掼蛋运动协会认定为“中国掼蛋发明人”），另外樊越荣、耿志昌、陶万智也是掼蛋的创始人。在淮安话中“掼”是摔、砸的意思，“掼蛋”是打牌人将手中“蛋”（又称“炸弹”）砸向桌面的动作。2005年淮安掼蛋网上线后逐渐扩展到周边的宿迁、南京、扬州等地。据估计江苏和安徽两省有超过2000万人经常参加各种玩法的掼蛋游戏，全中国大陆则有1.4亿人参加。地方电视台亦推出了掼蛋栏目，也有网站上线了掼蛋游戏等。2014年6月9日，淮安掼蛋被列为淮安市第五批非物质文化遗产。由于其为扑克牌性质的游戏，因此其入选非遗也引来民众质疑。
2017年1月，作为趣味棋牌竞技化的项目之一，国家体育总局棋牌运动管理中心颁布了统一的淮安掼蛋竞技规则。2022年底，体育总局棋牌运动管理中心又制定了《竞技掼蛋竞赛规则（试行）》。2023年，掼蛋被列为第五届全国智力运动会表演项目。
2023年，中美局势紧张，外资投资前景黯淡，大陆金融家越来越多地将掼蛋视为一种与掌握当地项目资金的官员建立“关系”或联系的方式，掼蛋游戏再次爆火，逐步取代了起源于美国的德州扑克，也被网民戏称为“金融圈新型社交货币”。

## 俗语
在民间有“饭前不掼蛋，等于没吃饭；掼蛋打得好，说明有头脑；掼蛋打得精，说明思路清；掼蛋算得细，说明懂经济”的说法。

## 游戏规则
以下主要根据《江苏省掼蛋竞赛简易规则》（2017版）。

### 牌张与牌手
掼蛋使用两副共54*2=108张牌，称为全手牌。一桌四位玩家按序抓完，每人27张，称一手牌。
与升级类似，四人中相对的两人为一方，而上家和下家为对方。
玩家按顺序出牌。与争上游、斗地主等玩法类似，以更大的牌型压制前手牌，直至其余玩家放弃不出，称为一圈牌。
从开始抓牌至完全出完各自手牌的过程称为一副牌，按照出完顺序的先后，称为上游、二游、三游和下游。如果一方两人分别为三游和下游，则称双下游，一般会对下一副牌的局势不利，见“贡牌”一节。

### 贡牌
从第二副牌开始，下游方需要给上游方牌点“进贡”最大的牌（例如王），而上游方需要还给下游方一张点数在2至10之间的牌。
如果上副牌打出双下游，那么此方两人各需上贡自己手中最大的牌，这两张牌中较大的给上游，较小的给二游，并对应还牌。如果上贡牌点数相同，则按顺时针方向进贡。
还牌结束后的第一圈由接受了上游牌的一方（通常是下游）先出牌。
若抓到两个大王均被进贡的一人或两人抓到，则跳过进贡步骤，称为抗贡，首圈由上游先出牌。
红心级牌（见牌点与牌型一节）不能在上贡之列。

### 出牌

#### 出牌顺序
一圈牌中，领出者可出任意牌型中的一种，各家逆时针顺序依次用更大的牌点接牌，或放弃不出。如果三家均不出，则此圈结束，由最后出牌的一家领出下一圈。
如果一方打出了手中所有的牌，并且上下家，即对手方均不接牌，则为对家领出牌（早期规则中由下家领出）。

#### 牌点与牌型
牌点由小到大排列为，2至10，J，Q，K，A，级牌，小王，大王。
红心花色的级牌是掼蛋最为特殊的一张牌，可以充当任意牌点的花色牌（即除大小王）搭配使用，称为逢人配。
在一圈中打出的牌型有：
第一类：
- 单张：任意一张单牌；
- 对子：任意两张牌点相同的牌，包括对大王或对小王；
- 三连对：三对牌点相邻的对子，如223344；
- 三同张：三张牌点相同的牌；
- 二连三：两套牌点相同的三同张，如333444；
- 三带二：三同张加一个对子，如55522；
- 顺子：五张牌点相邻的牌，如23456；

以上不同牌型不能压牌。
第二类：
- 炸弹：四张或四张以上牌点相同的牌；
- 同花顺：五张花色相同的顺子；
- 天王炸：大小王各两张。

第一类牌型中，以牌点大者为大。三带二只比较三同张的大小。A在三连对、二连三、顺子、同花顺中可作为1，最小者，也可作为K+1。
第二类可以压任意第一类牌型。而第二类牌型内部大小顺序为：
1. 炸弹张数多者为大，若张数相同，牌点最大的为大；
2. 同花顺以点数大者为大，同花顺可以压五张及以下的炸弹，但六张及以上的炸弹比同花顺更大；
3. 天王炸大过所有牌型。

### 报牌
当一家在某圈一手牌后，手中剩余牌数小于或等于10（南京等地规则为不超过6张），应立即声明自己还剩几张牌。竞技比赛中，报牌只允许一次，反复报牌和追问余牌均给予警告。

### 升级
升级是取得整局胜利的必要条件。升级规则如下：
牌局开始的第一副两方级数为均为2，即2为主牌，大于其他花色牌，红心2为逢人配。
一副牌中一方中一家获得上游，若该方对家均为下游，升三级，即若本局级数为2，下局则为5。同伴三游升2级，同伴末游升1级。下一副牌赢家的级数作为级牌。
A级必打，即如果升级超过A级的仍然为A级。

### 胜负
一局比赛中，先打过A级的一方胜。从A级胜利必须己方两家为上游、二游或上游、三游。
竞技规则中，一局比赛有规定的副数限制。如果在此限制内两方均未打过A级，则级数高的一方胜。如级数相同，加打一副牌决胜。
不同地方规则中过A级的标准有所不同。有不能下游的，有必须一二游的，还有的规则中如果A级一方连续三副牌均是取得上游和下游，则冲关失败，该方退回2级。